# Ben Webster Prize
De Ben Webster Prize is een jaarlijkse jazzprijs ingesteld door de Ben Webster Foundation. Met deze prijs wil de Foundation Deense of Amerikaanse jazzmusici of andere personen onderscheiden die zich verdienstelijk hebben gemaakt voor de jazz in deze twee landen. De prijs is vernoemd naar de Amerikaanse saxofonist Ben Webster, die de laatste tien jaar van zijn leven in Kopenhagen woonde en de jazzscene van de stad stimuleerde. De winnaar krijgt een geldprijs. Naast deze prijs reikt de stichting regelmatig ook een ereprijs uit.
De prijs wordt uitgereikt  tijdens een concert in Kopenhagen, meestal in Jazzhus Montmartre, het Søpavilionen, Copenhagen Jazzhouse, de Dronningesalen van de Koninklijke Bibliotheek, de jazzclub van Freistadt Christiania, Sofies Kælderen of Tivoli. Het prijsgeld bedraagt DKK 25.000 (2014).

## Lijst van prijswinnaars
- 1977 Jesper Thilo
- 1978 Simon Spang-Hanssen
- 1979 Erling Kroner
- 1980 Ole Molin
- 1981 Ernie Wilkins
- 1982 Jesper Lundgaard, Mads Vinding
- 1983 Marilyn Mazur, Bent Jædig
- 1984 Allan Botschinsky
- 1985 Jørgen Emborg, Cæcilie Norby
- 1986 Ole Kock Hansen
- 1987 Jens Winther
- 1988 Doug Raney
- 1989 Thomas Clausen
- 1990 Ben Besiakov
- 1991 Jonas Johansen, Tomas Franck
- 1992 Søren Kristiansen
- 1993 Kristian Jørgensen, Finn Ziegler
- 1994 Niels Jørgen Steen, Christina Nielsen
- 1995 Henrik Bolberg
- 1996 Jacob Fischer
- 1997 Svend-Erik Nørregaard, Carsten Dahl
- 1998 Benita Haastrup, Thomas Fryland
- 1999 (Ereprijs t.g.v. de 90ste geboortedag van Ben Webster) Alex Riel, Niels-Henning Ørsted Pedersen, Olivier Antunes
- 2000 Horace Parlan
- 2001 Pernille Bévort, Per Møller Hansen
- 2002 Christina von Bülow, Jens Klüver
- 2003 Bob Rockwell
- 2004 Jan Persson
- 2005 Jan zum Vohrde
- 2006 Morten Lund
- 2007 Fredrik Lundin
- 2008 Niels Lan Doky, Chris Minh Doky
- 2009 Lennart Ginman
- 2010 Kresten Osgood
- 2011 Bo Stief
- 2012 Jan Kaspersen
- 2013 Jacob Christoffersen
- 2014 Sinne Eeg
- 2015 Uffe Steen
- 2016 Heine Hansen
- 2017 Mathias Heise

## Lijst van winnaars van de ereprijs (Ben Webster Prize of Honour)
- 1984 Børge Roger Henrichsen
- 1989 Papa Bue
- 1995 Ole Fessor Lindgreen
- 1996 Svend Asmussen
- 2002 Hugo Rasmussen
- 2003 Arnvid Meyer
- 2006 Ed Thigpen
- 2007 Erik Moseholm
- 2009 Lars Thorborg
- 2010 Ray Pitts
- 2011 Anders Stefansen
- 2012 Klaus Albrectsen
- 2013 Palle Mikkelborg
- 2014 Tove Enevoldsen
- 2015 Vincent Nilsson
- 2016 Ole Streenberg
- 2017 Jens Søndergaard